# Pully
Pully es una comuna suiza situada en el distrito de Lavaux-Oron, en el cantón de Vaud. Tiene una población estimada, a fines de 2022, de 18 984 habitantes.

## Geografía
La localidad está situada a orillas del lago Lemán. Su altitud varía entre los 371 y 808 metros sobre el nivel del mar (Mont-de-Pully). Dos ríos delimitan la ciudad: el río Vuachère, del lado de Lausana, y el río Paudèze, del lado de Paudex.

## Transportes
Ferrocarril
Cuenta con dos estaciones ferroviarias: la estación de Pully, situada en el centro urbano, y la estación de Pully-Nord, situada en la zona norte del casco urbano, parando en ambas trenes de cercanías pertenecientes a la red 'RER Vaud'.

## Ciudades hermanadas
- Obernai